# 福原百之助
福原 百之助（ふくはら ひゃくのすけ）は、長唄笛方・小鼓方の名跡。当代7代目。

## 初代
後の5代目望月太左衛門。

## 2代目
後の2代目寶山左衛門。

## 3代目
後の3代目寶山左衛門。

## 4代目
明治1年（1868年） - 大正6年（1917年））
実子が5代目百之助。

## 5代目
（明治17年（1884年）7月11日） - 昭和37年（1962年）11月26日）本名は若林市太郎。
東京の生まれ、4代目百之助の実子。1896年に2代目寶山左衛門の門下。初名を福太郎。父の4代目百之助が没の1917年に5代目百之助を襲名。
2代目市川猿之助（初代市川猿翁）の一座の囃子頭を勤めるなど活躍。主な作曲に「春の宵」「黒塚」など。
長唄協会の副会長、顧問、相談役を歴任。他にも東京芸術大学の講師を務めた。
長男が6代目百之助（後の4代目寶山左衛門）。

## 6代目
後の4代目寶山左衛門。

## 7代目
（昭和50年（1975年） - ）本名は藤堂賢太郎。
祖父は福原流囃子方、6代目百之助（後の4代目寶山左衛門）。父は一中節の12代目都一中。
1991年に祖父の6代目百之助（後の4代目寶山左衛門）や望月太喜雄、長唄を東音浅見文子等に師事。
1993年福原流笛方、福原徹に師事。
1994年NHK学園高等学校を卒業。以後、福原流囃子方、福原賢太郎として演奏活動を行う。
2006年に福原賢太郎から7代目百之助を襲名。
邦楽演奏会・日本舞踊会の他にもワークショップやレクチャーコンサートなどの企画や公演を行い、日本の伝統芸能である邦楽の普及に努めている。
また、アメリカをはじめ、上海、ドイツ、オーストリアなど、海外での公演にも多数参加している。
社団法人長唄協会会員。邦楽囃子「若獅子会」同人。和っはっは 若衆組メンバー。